# ثلاثون قطعة فضية

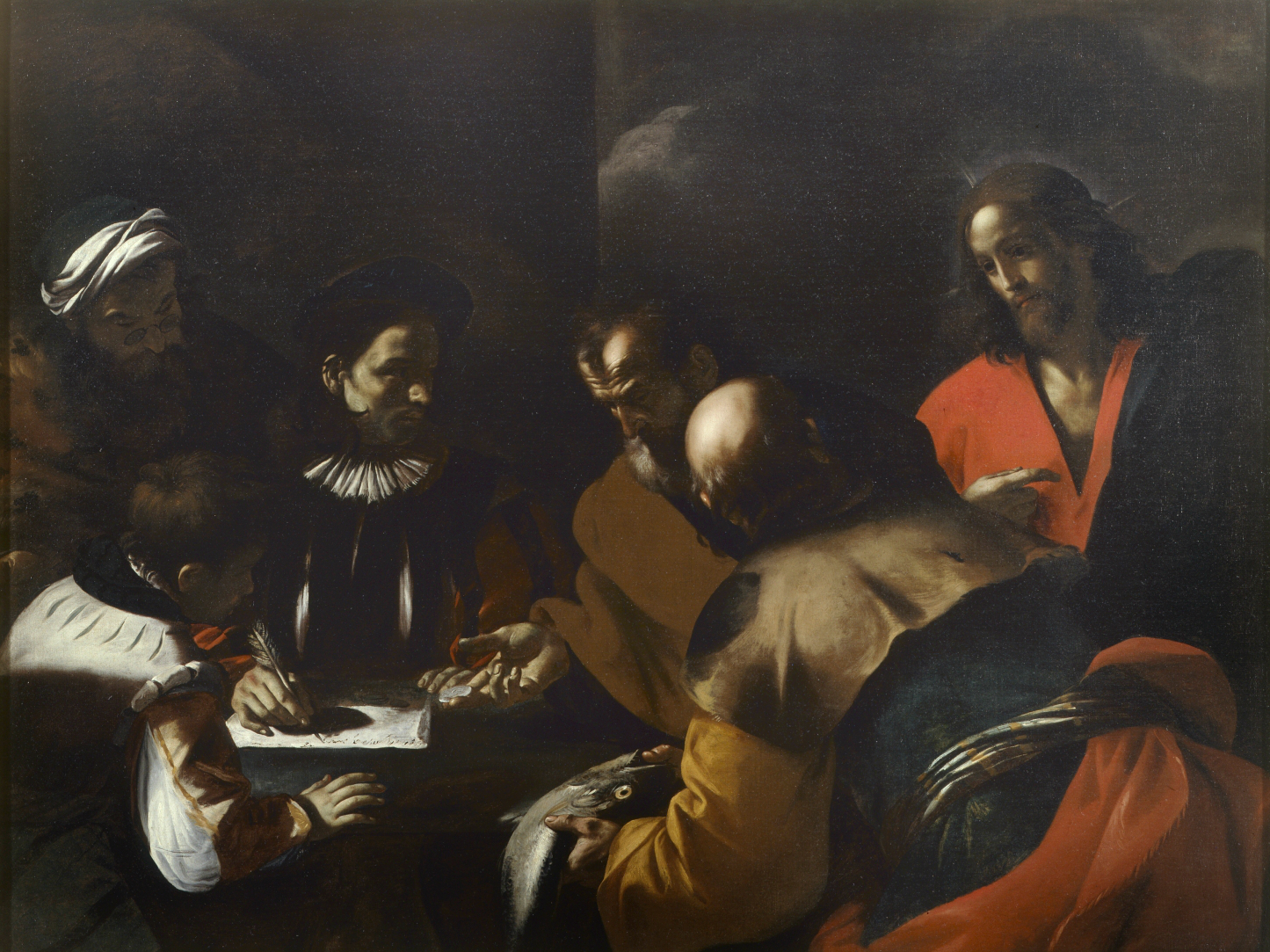
يهوذا يستلم ثلاثين قطعة فضية من أجل خيانة يسوع، اللوحة للفنان ماتيا بريتي 1640.

ثلاثون قطعة فضية هي الثمن الذي قبضه يهوذا الإسخريوطي مقابل خيانة يسوع المسيح وفقًا لرواية 26:15 في إنجيل متى في العهد الجديد. قبل العشاء الأخير، فإن يهوذا قد ذهب إلى رُؤساء الكهنة ووافق على تسليم يسوع مُقابل ثلاثون عملة من الفضة، وقد ندم بعد ذلك وحاول إعادة الأموال. وقديمًا، كانت الثلاثون قطعة من الفضة هي ثمن شراء عبد بشري في زمن تجارة الرقيق.
يذكر إنجيل متى أن شراء حقل الفخَاري لاحقًا - وهو حقل لدفن الغُرباء ويُسمى أيضًا بحقل الدم - هو تحقيق لنبوءة زكريا، حيث كانت هناك سبع نبؤات فرعية تُساهم في توضيح مُسمّى ثلاثون قطعة من الفضة، حيث يُشار إلى أن المسيح سيتعرض للخيانة (مزمور 9:14) من قبل صديق (مزمور 13:55) مُقابل ثلاثين قطعة من الفضة (زكريا 12:11)، وأنها سوف تُلقى على أرض الهيكل وتُستخدم في شراء حقل فخاري (زكريا 11:13).
غالبًا ما تُستخدم لوحة ماتيا بريتي في الأعمال الفنية التي تُصوّر آلام المسيح. وتُستخدم العبارة أدبيًا وعاميًا كإشارة ورمز إلى من يغدر ويخون ويُساوم بالثقة والصداقة والإخلاص لتحقيق مصلحة شخصية.

## خلفية
ترجع خلفية هذه الخيانة إلى أن يهوذا الإسخريوطي كان التلميذ الوحيد من تلاميذ يسوع الاثني عشر الذي يرجع أصله إلى جماعة يهودية، تحديدًا الزيلوت أو الغيورين، في حين أن بقية تلاميذه يرجع أصلهم لمنطقة الجليل. وكانت العلاقة بين الطبقة الدينية اليهودية، مُمثلة في الفريسيين والصدوقيين والكتبة، ويسوع علاقة متوّترة، حيث كان الأخير ينتقد تصرفاتهم وتحويرهم جوهر الشريعة بشكل دائم. وقد حاولوا قتله في الناصرة وكفر ناحوم وتآمروا عليه أكثر من مرة لكنهم فشلوا في ذلك؛ فتزايد خوف رجال الدين اليهودي من تزايد عدد اليهود الذين آمنوا به وبرسالته، وتصاعد خوفهم من أن يكون برنامجه يحوي ثورة سياسيَّة على الإمبراطورية الرومانية، ما يؤدي إلى تدمير الحكم الذاتي الذي تمتّع به اليهود. وكان قد عُرف عن الكهنة اليهود في ذلك الوقت ولائهم للرومان، ورغبتهم وسعيهم في إلغاء رسالته لعدم تقبُلها ولحصولهم على امتيازات وسلطات عدة خارجه. وكانت القبيلة التي ينتمي إليها الإسخريوطي سياسيَّة دينيَّة تدعو اليهود إلى التمرد ضد الحكم الروماني وإخراجهم من البلاد بقوة السلاح، وبالتالي، كان يهوذا وزملائه ينتظرون شروع المسيح في القيام بثورة مُسلحة ضد الرومان، ليُعلن نهاية الدولة الرومانية، إلا أن يهوذا تمسَّك بمملكة سياسيَّة لا روحيَّة، ذات مفهوم دنيويٍّ لا دينيّ لتحقيق أهداف جماعته، حيث كان يراه وجماعته بمثابة الماشيحا المُنتظر لتخليصهم من الرومان. وعند تيقّنه أن دعوة المسيح روحيَّة لا تَهْدُف إلى الثَّورة على حكم الرومان، وهو الأمر الذي كان سيدفعه إلى الثراء. وكان ذلك على الرغم من توليه لأمانة الصندوق - الذي عَهِدَ به إليه المسيحُ - حيث كان يسلب منه حُبًا في النقود. وكان كل ما سبق سببًا مُباشرًا في فعلته نظير الثلاثين قطعة من الفضة.

## السرد الإنجيلي

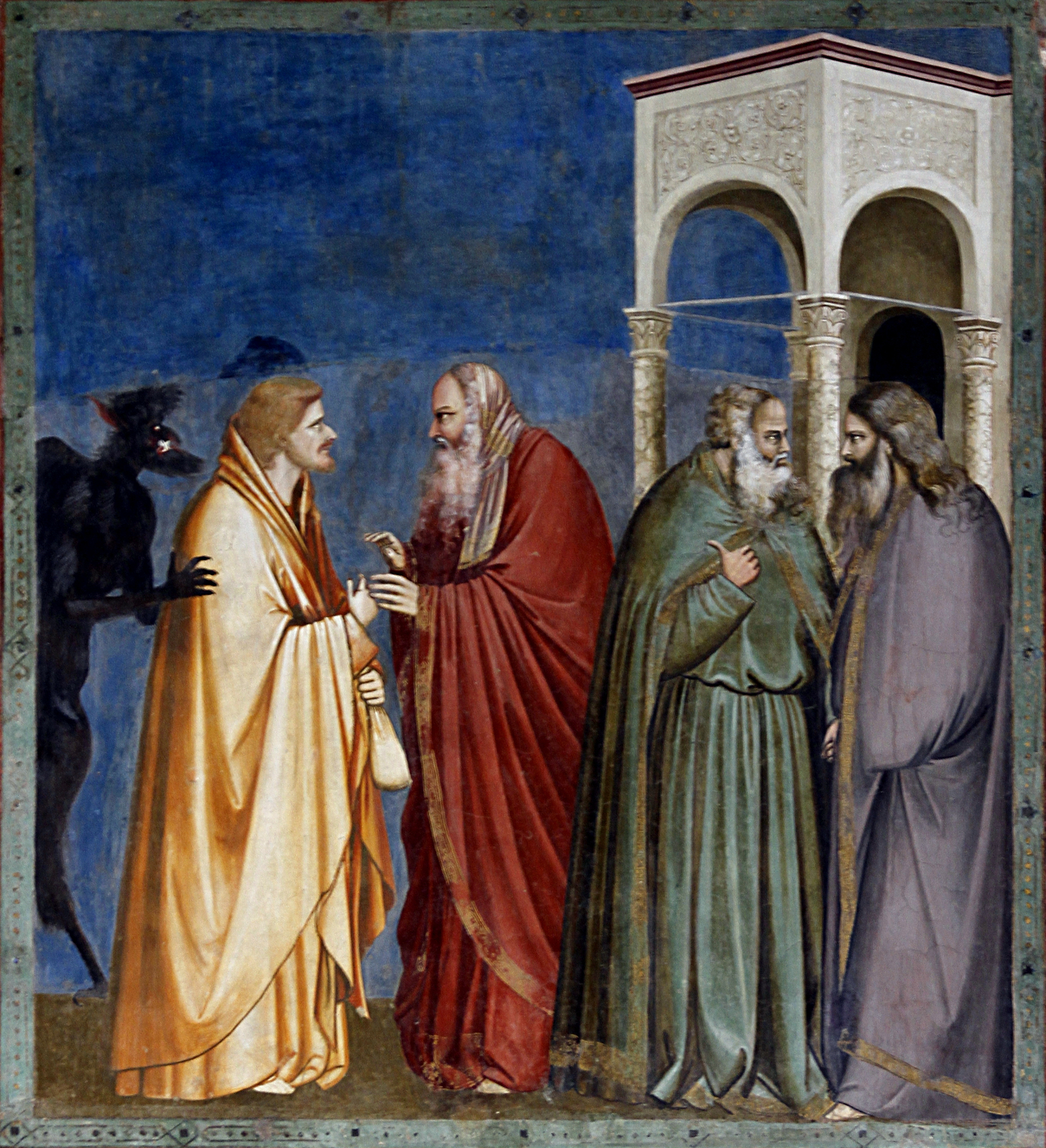
يهوذا الإسخريوطي ويقف خلفه الشيطان يتفاوض مع رُؤساء الكهنة حول ثمن يسوع في لوحة من القرن 14.

وفقًا لإنجيل متى، فإن يهوذا الإسخريوطي كان تلميذًا ليسوع وأحد حواريه الاثنا عشر. قبل العشاء الأخير، ذهب يهوذا الإسخريوطي إلى رُؤساء الكهنة ووافق على تسليمهم المسيح مُقابل ثلاثين قطعة من الفضة. وقُبض على يسوع في جثسيماني، حيث كشف يهوذا هوية المسيح للجنود بإعطائه قُبلة. وكان الحكام اليهود يخشون القبض على المسيح في النهار خشية ثورة الجماهير المُحبة له، ولذلك اتَّفق يهوذا مع اليهود على إخطارهم بالمكان، الذي يتناول فيه السيد المسيح العشاء ليلًا مع تلاميذه، وأوضح لهم أن الشخص الذي سوف يُقبله سيكون هو المسيح، لأن عساكر اليهود لا يعرفونه ولا يستطيعون تمييزه من بين تلاميذه. وهكذا، قبض اليهود على المسيح من بين تلاميذه حسب الخطة المُتَّفق عليها مع يهوذا، حيث اعتُبرت خيانة يهوذا واحدة من أشهر الخيانات في التاريخ البشري.
ذُكِرَ في الفصل السابع والعشرين من إنجيل متى أن يهوذا قد ندم ندمًا شديدًا على ما فعل وأعاد الأموال لرُؤساء الكهنة قبل أن يشنق نفسه، إلا أن رُؤساء الكهنة رفضوا إعادة النقود لخزينة المعبد حيث اعتبروها أموال ملعونة بالدم، ولذلك اشتروا بها حقل الفخاري. فيما يرد سردًا مُختلفًا عن وفاة يهوذا في سفر أعمال الرسل، والذي يُفيد بأن يهوذا استخدم تلك الأموال، ولم يُحدِّد أي مبلغ، لشراء حقل الفخاري، ثُمَّ مات هناك نتيجة إصابته بمرض معوي.

## روايات أخرى

### رواية إنجيل برنابا
إنجيل برنابا هو من كتب الأبوكريفا غير المُعترف بها ضمن الأسفار القانونية، يذكرُ أن يهوذا ذهب إلى رئيس الكهنة، وطلب ثلاثين قطعة من الذهب مقابل تسليم المسيح، لكن عندما وصل، صعد المسيحُ برفقة الملائكة إلى السماء، وتغيَّر يهوذا في النطق وفي الوجه وأصبح يشبه يسوع، فأخذ الجنود يهوذا وأوثقوه ظنًا أنّه المسيح، وهو ينكر ولكن الجنود سخروا من إنكاره، ثم صُلب. ثم ظهر المسيح للتلاميذ، وأخبرهم بما حدث.

### رواية إنجيل يهوذا
إنجيل يهوذا هو من كتب الأبوكريفا أيضًا، ينتمي لطائفة غنوصية في القرن الثاني الميلادي، يذكر قصة مختلفة تمامًا، وهي أن يهوذا ليس خائنًا بل هو أفضل تلاميذ المسيح، وأن المسيح أخبَرَهُ بأسرار الملكوت، وأمَرَهُ أن يُسلِّمَهُ، فذهب إلى الكهنة، واستلم بعض المال وسلَّمَهُ لهم. كما يحتوي على نص في (يهوذا 56.18-20)، يراه بعض الباحثين للنص بأنه يُوحي أن يهوذا سيصبح شبيهًا بالمسيح، وسيُستبدل مكانه؛ لكن هناك خلافًا بين الباحثين حول هذه النقطة.

### الرواية الإسلامية
لم تذكر المصادر الإسلامية شيئًا عن يهوذا وخيانته، إلا أن القرآن يُصرِّح بأن المسيح لم يُصلب، بل رفعه الله إلى السماء، وجعل محلَّهُ شخصًا أصبح شبيهًا به، كما جاء في سورة آل عمران الآية 157، وجاء في بعض التفاسير أن أحد الحواريين أصبح شبيهًا بالمسيح وأُخذ مكانه، وقيل أن هذا الشبيه كان يهوذا بعد أن مثَّلَه الله به، وعليه قام اليهود بصلبه على أنه المسيح.

## أنواع العملة
أجيريا هي الكلمة المُستخدمة في إنجيل متى 26:15، وتعني عملات فضية، واختلف العلماء حول نوع العملة المُستخدمة. يضع دونالد وايز مان احتمالين؛ أولهما أن تكون هي عملة تترادرختم، التي استُخدمت في مدينة صور، حيث تزن 14 جرامًا وتُمثل 94% من الفضة؛ أو أنها عملة ستاتير، التي استُخدمت في أنطاكية، حيث تزن 15 جرامًا وتُمثل 75% من الفضة، وتحمل صورة رأس الملك أغسطس قيصر. ثانيهما أن تكون المُكافأة من عملة دولة البطالمة، حيث وزنها 13.5± جرام وتُمثل 25% من الفضة. بسعر مُقدّر قيمته 17.06 دولار للأونصة، فإن قيمة الثلاثين قطعة فضية تكون ما بين 185 إلى 216 دولارًا بالدولار الأمريكي.

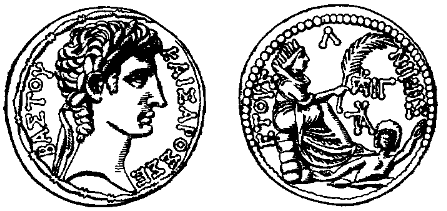
وهي واحدة من العملات المُحتملة، كونها المُستخدمة في مُكافأة الثلاثين قطعة فضية.

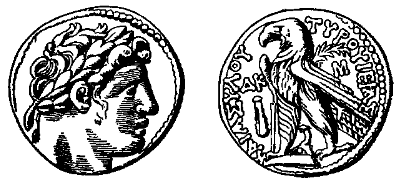
شيقل مدينة صور، احتمالية أخرى لنوع العملة المعنية.

يُعادل وزن الشيقل المُستخدم بمدينة صور أربعة دراهم آثينية، أي حوالي 14 جرامًا، وهذا ما يجعله أثقل من الشيقل الإسرائيلي السابق، الذي يزن 11 جرامًا فقط. وكان هو المُعادِل والمُستخدم للواجبات الدينية في ذلك الوقت. ولأن العملة الرومانية كانت 80% من الفضة فقط، فإن شيقل مدينة صور الأنقى، حيث نسبة 94% فضة، كان المُستخدم في دفع ضرائب المعبد بالقدس. وقد تبادل الصيارفة المُشار إليهم في أناجيل العهد الجديد (إنجيل متى 21:12 ونظرائه) شيقلات مدينة صور مُقابل العملة الرومانية العامة.
ربما كانت عملة تترادرختم الأثينية، أربعة دراهم، في القرن الخامس قبل الميلاد هي العملة الأكثر انتشارًا واستخدامًا في الإمبراطورية اليونانية قبل عصر الإسكندر الأكبر، جنبًا إلى جنب مع عملة الكورنثيين. تميزت تلك العملة بصورة التمثال المُخوذ على الوجه، بينما تُوجد على الظهر صورة بومة. ولذلك أطلقوا على تلك العملة اسم جلوكس والتي تعني بوميات،  ومن هنا جاء المثل «بومة لأثينا»، والتي تعني وجود الإمدادات في مكان ما بوفرة، مثل المثل «فحم إلى نيوكاسل» أو «يبيع المياه في حارة السقايين». وتظهر رسمة الظهر تلك الآن على جانب من جانبي عملة اليورو اليونانية الحالية. وقد كان صك الدراهم على معايير وزن مُتباينة في مصانع صك عملات يونانية مُختلفة. ولكن المعيار الأثيني أو الإغريقي الذي يزن أكثر قليلًا من 4.3 جرام كان الأكثر شيوعًا واستخدامًا. وقد كان الدرهم يقارب أجر يوم للعمال المهرة. وعليه، فإن مبلغ ثلاثين قطعة فضية، 30 تترادرختم في أربعة دراهم لكل منها، يُقارب أجر عمل 120 يومًا أي أربعة أشهر كاملة.
في فترة العصور الوسطى، عرضت بعض المُؤسسات الدينية عملات يونانية قديمة لجزيرة رودس كعيِّنات من الثلاثين قطعة الفضية. وأظهرت هذه العملات وجه إله الشمس هيليوس، مع ظهور أشعة حول الجزء العلوي منه. وقد فُسِّرت هذه الأشعة على أنها مُحاكاة لتاج الشوك الذي وُضع على رأس المسيح وقت الصلب.
يُشار أيضًا إلى أنه وفقًا للسرد الكنسي ليوسف الأراميثي، فإن يهوذا قبض ثلاثين قطعة ذهبية، وليست فضية.

## التفسير اللاهوتي
في سفر زكريا 11:12-13: 
| ثلاثون قطعة فضية | فقلت لهم أن حسن في أعينكم فأعطوني أجرتي وإلا فامتنعوا. فوزنوا أجرتي ثلاثين من الفضة. فقال لي الرب إلقها إلى الفخاري الثمن الكريم الذي ثمنوني به. | ثلاثون قطعة فضية |

يُشير كلاس شيلدر إلى أن الأجرة التي دفعوها للنبي زكريا نظير فصله وطرده كانت تتضمن تقييمهم لقيمته أيضًا. وقد ذُكِرَ في سفر الخروج 21:32، أن قيمة العبد كانت تقدّر بثلاثين شيقل فضية، لذلك حينما أسماه زكريا بالثمن الكريم، فإنه كان يقصد التهكم والسخرية. ومع ذلك، فإن باري ويب يعتبره مبلغًا كبيرًا مُعتبرًا.

يُضيف شيلدر بأن هذه القطع الثلاثين الفضية حينها «تم تبادلها ذهابًا وإيابًا بروح النبوة». يقول متّى أن نبوءة النبي إرميا تحققت عندما قرر رُؤساء الكهنة شراء حقل بالمال المُرتجع: 
| ثلاثون قطعة فضية | حِينَئِذٍ تَمَّ مَا قِيلَ بِإِرْمِيَا النَّبِيِّ الْقَائِلِ: «وَأَخَذُوا الثَّلاَثِينَ مِنَ الْفِضَّةِ، ثَمَنَ الْمُثَمَّنِ الَّذِي ثَمَّنُوهُ مِنْ بَني إِسْرَائِيلَ، وَأَعْطَوْهَا عَنْ حَقْلِ الْفَخَّارِيِّ، كَمَا أَمَرَنِي الرَّبُّ» إنجيل متى 27 : 9-10. | ثلاثون قطعة فضية |

وبالرُغم من ذلك، فإن العديد من العلماء يرون أن اسم إرميا يحمل إشكالًا،  فشراء إرميا لحقل كما هو مذكور في الآية 32 من سفر إرميا قد يُشير إلى وضعية كلا النبيين في الاعتبار. يقول كريج بلومبرج أن متى يستخدم علم التايبولوجي، وهو دراسة الرموز في الكتاب المقدس، عوضًا عن «أي نوع من أنواع التحقيق الفردي أو المُزدوج للنبوءة الفعلية». ووفقًا لما ذكره بلومبرج، فإن متى يقول لقرائه «أن يسوع مثل إرميا وزكريا يُحاول أن يقود شعبه بخدمة نبوية ورعوية، ولكن عوضًا عن ذلك، فإن الوضع يؤول به إلى المُعاناة بريئًا على أيديهم». ويُفسر ويليام هيندريسكن بأن متى يُشير إلى الآية 19 من سفر إرميا.
يُضيف بلومبرج إلى أن متى ربما أيضًا يُشير إلى أن «موت يسوع هو فدية، هو الثمن المبذول لتأمين حرية العبيد»، وأن استخدام المال المُلوث بالدماء لشراء أرض دفن للأجانب (متى 27: 7) تُشير إلى فكرة «أن موت يسوع يجعل الخلاص مُمكنًا لجميع شعوب العالم، بما في ذلك الوثنيون».

## الآثار والتصوير الفني

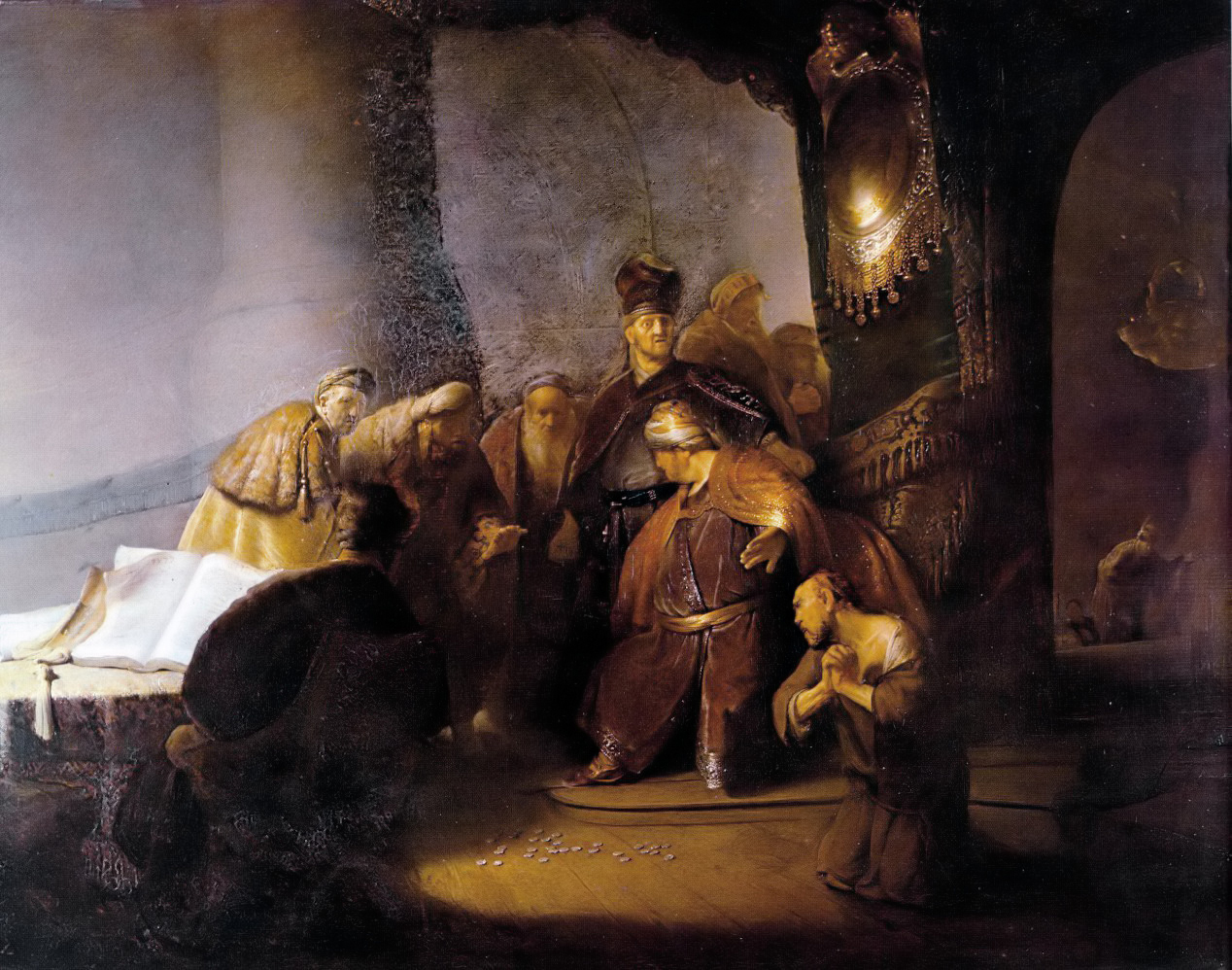
لوحة إعادة يهوذا للثلاثين قطعة فضية، بريشة رامبرانت عام 1629.

يظهر يهوذا في كثير من الأحيان في مشاهد قصصية من فترة الآلام حاملًا فضة في حقيبة أو كيس نقود، حيث أصبحت هذه الصورة سمة يُعرف بها. وكواحدة من آلات الآلام، غالبًا ما تبرُز الثلاثون قطعة في مجموعات من تلك الآلات والأدوات، خاصةً في أواخر العصور الوسطى، على الرغم من أنها واحدة من العناصر الأقل شيوعًا في المجموعة. في بعض الأحيان، يتم استخدام كيس النقود في الصور؛ وأحيانًا اليد التي تحمل العملات الفضية، أو تظهر كلتا اليدين تعدان النقود.
هناك عدد من بنسات يهوذا، وهي من العملات القديمة التي قيل إنها من الثلاثين، وكانت تُعامل كآثار في العصور الوسطى، وكان يُعتقد أنها تُساعد في حالات الولادة المُتعسرة. وكعنصر ثانوي من آلات الآلام والذي كان من الصعب شرح بقائها بسبب الرواية الإنجيلية لاستخدام النقود، فإن التصوير الفني والآثار للنقود ظهرا منذ القرن الرابع عشر، في وقت مُتأخر عن العناصر الأكثر أهمية مثل تاج الشوك ورمح لونجينوس. كان هذا نتيجة لأنماط جديدة من العبادات، بقيادة الفرنسيسكان على وجه الخصوص، والتي عزّزت التأمل في الآلام تدريجيًا كما هو الحال في محطات الصلب.
يقع الحجر الذي قيل أنه أُحصيت العملات عليه في قصر لاتيرانو في روما. وقيل أن عملة تترادرختم القبرصية، التي عرضت في متحف هانت بمدينة ليمريك، هي واحدة من العملات الثلاثين: «منقوش على الجبل باللاتينية هذا هو ثمن الدم».

## مراجع أدبية

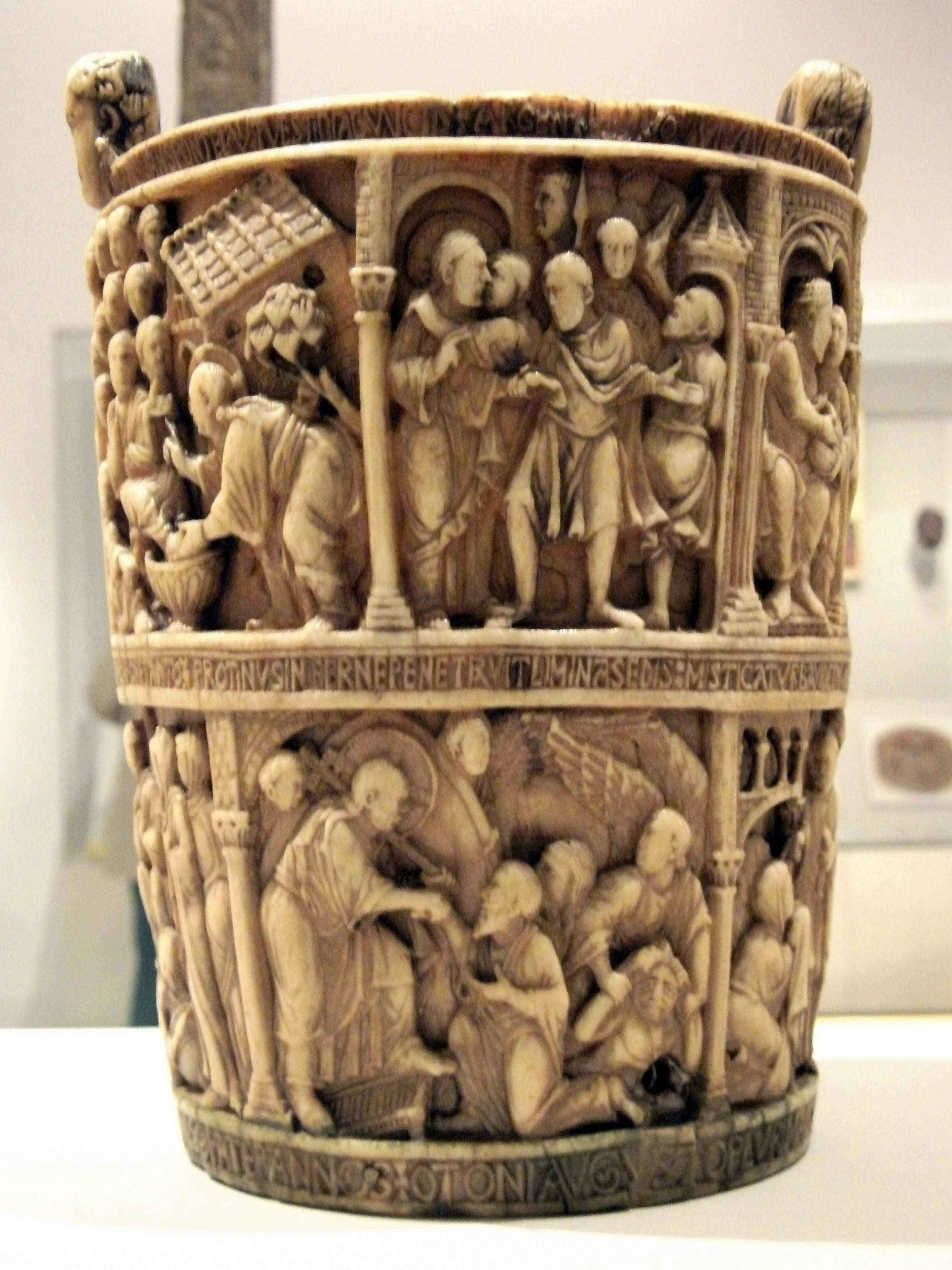